# Видаль, Родриго
Родриго Видаль (исп. Jorge Rodrigo Vidal Gutierrez) (16 марта 1973, Мехико, Мексика) — известный мексиканский актёр, режиссёр и продюсер. Рост — 172 см.

## Биография
Родился 16 марта 1973 года в Мехико. В мексиканском кинематографе дебютировал в 1988 году и с тех пор снялся в 41 работе в кино и телесериалах. Наиболее успешным телесериалом с его участием является Страсти по Саломее, где он сыграл роль гомосексуалиста-трансвестита Дани, после исполнения которого зрители во многих странах мира разделились на две группы: одна часть зрителей считала, что актёр со своей ролью справился блестяще, другая часть зрителей, наоборот, критиковала его за исполнение пошлой роли, всё же за исполнение роли Дани актёр стал лауреатом премии TVyNovelas (первую актёр получил ещё в 1994 году за сериал Две женщины, одна судьба).

## Личная жизнь
В 2003 году Родриго Видаль стал встречаться с Мишель Моран, затем они оформили гражданский брак. Супруга подарила ему двоих детей, всё же, спустя 10 лет после помолвки, в 2013 году супруги узаконили свои отношения.

## Фильмография

### Телесериалы телекомпанииTelevisa
- 1990 — Когда приходит любовь — Лало.
- 1991 — Пойманная — Луис.
- 1992 — Станцуй со мной — Самюэль.
- 1993 — Две женщины, одна судьба — Рикардо.
- 1995 — Самая большая премия — Диего.
- 1997 —
  - Мария Исабель[исп.] — Хильберто.
  - Секрет Алехандры — Серхио.
- 1998 — Драгоценная — Леонель де ла Рива.
- 1998-99 —
  - Привилегия любить — Артемио Саласар.
  - Что происходит с нами
- 2000 — Всегда буду любить тебя — Эдуардо Кастелланос Роблес.
- 2001 — Подруги и соперницы — Армандо.
- 2001-02 — Страсти по Саломее — Дани.
- 2002-03 — Дикая кошка — Гильермо Валенсия.

### Фильмы
- 2003 — Перемирие — Хайме Сантоме.